# Mister Internacional 2013
Mister Internacional 2013 foi a 14ª edição do concurso de beleza masculino de Mister Internacional. A competição, que é realizada anualmente na Ásia, teve trinta e oito participantes este ano, igualando assim sua marca do último ano. O vencedor da competição foi o venezuelano José Anmer Paredes, que foi congratulado pelo seu antecessor, o libanês Ali Hammoud. Foi o primeiro título da Venezuela na competição.  

## Resultados

### Colocação
| Colocação               | País e Candidato |
| Vencedor                | - Venezuela - José Anmer Paredes |
| 2º. Lugar               | - Indonésia - Albern Sultan |
| 3º. Lugar               | - Brasil - Jhonatan Marko |
| 4º. Lugar               | - México - Hans Valdés |
| 5º. Lugar               | - Filipinas - Gil Wagas |
| 6º. Lugar               | - República Tcheca - Antonin Beránek |
| (TOP 10) Semifinalistas | - China - Tan Zeyong - Colômbia - Mario Lora - Eslováquia - Michal Gajdosech - Singapura - Edwin Heng Wee-Sim                                              |
| (TOP 16) Semifinalistas | - Canadá - Kristian Denver - Chile - Pablo Moliné - Costa Rica - Israel Moya - Eslovênia - Jure Rugani - Itália - Marco Della Croce - Turquia - Ufuk Deger |

### Premiações Especiais
- O concurso distribuiu as seguintes premiações este ano:

| Prêmio              | País e Candidato                 |
| Mister Simpatia     | - Estados Unidos - Jeremy Wyatt  |
| Mister Fotogenia    | - Indonésia - Albern Sultan      |
| Mister Internet     | - Filipinas - Gil Wagas          |
| Melhor Corpo        | - Venezuela - José Anmer Paredes |
| Melhor Traje Típico | - Panamá - Sergio López          |

## Candidatos
Disputaram o título este ano:
| - África do Sul - Padayachee Pubern - Austrália - Danyon Edwards - Bélgica - Gianni Sennesael - Bolívia - David Suárez - Brasil - Jhonatan Marko - Canadá - Kristian Denver - Chile - Pablo Andrés Moliné - China - Tan Zeyong - Colômbia - Mario Lora - Coreia do Sul - Kim Jea-Hyuk - Costa Rica - Israel Moya - El Salvador - Jorge Panameño - Eslováquia - Michal Gajdosech | - Eslovênia - Jure Rugani - Espanha - Adrián Gallardo - Estados Unidos - Jeremy Wyatt - Filipinas - Gil Wagas - Grécia - Alexandros Ioannidis - Índia - Hukapa Chakhesang - Indonésia - Albern Sultan - Itália - Marco Della Croce - Líbano - Firass Abbass - Macau - Nuno Wong - Madagascar - Tojo Ratsimbazafy - Malásia - James Ng Yin Teng - México - Hans Yael Valdés | - Nova Zelândia - Petrus Fourie - Panamá - Sergio Isaac López Goti - Peru - Rodrigo Fernandini Chu - Porto Rico - Jimmy Pérez Rivera - República Dominicana - Jonathan Checo - República Tcheca - Antonin Beránek - Rússia - Maksim Sorochinskiy - Singapura - Edwin Heng Wee-Sim - Sri Lanka - Muthamerenna Brayan - Tailândia - Woraphop Klaisang - Turquia - Ufuk Deger - Venezuela - José Anmer Paredes |

## Crossovers
Candidatos em outros concursos:
| Mister Mundo - 2012: Bélgica - Gianni Sennesael (4º. Lugar) - (Representando a Bélgica em Kent, na Inglaterra) - 2012: China - Tan Zeyong - (Representando a China em Kent, na Inglaterra) - 2012: Peru - Rodrigo Fernandini (Top 10) - (Representando o Peru em Kent, na Inglaterra) Men Universe Model - 2013: Bélgica - Gianni Sennesael (2º. Lugar) - (Representando a Bélgica em Santo Domingo, na R. Dominicana) - 2013: El Salvador - Jorge Panameño - (Representando El Salvador em Santo Domingo, na R. Dominicana) | Manhunt Internacional - 2011: Bélgica - Gianni Sennesael (3º. Lugar) - (Representando a Bélgica em Seul, na Coreia do Sul) - 2012: África do Sul - Padayachee Pubern - (Representando a África do Sul em Bancoque, na Tailândia) - 2012: Porto Rico - Jimmy Pérez (4º. Lugar) - (Representando o Porto Rico em Bancoque, na Tailândia) |

## Ligações Externas
- Site do Concurso

- Página no Facebook

- Histórico no Pageantopolis (em inglês)